# Октябрьское лесничество (Рязанская область)
Октябрьское лесничество — поселок в Кадомском районе Рязанской области. Входит в Восходское сельское поселение.

## География
Находится в восточной части Рязанской области на расстоянии приблизительно 23 км на запад по прямой от районного центра поселка Кадом.

## Население
| 1984 | 2010 | 2023 |
| ---- | ---- | ---- |
| 10   | ↘8   | ↗16  |

Численность населения: 12 человек в 2002 году (русские 100 %), 8 в 2010.